# Dread Zeppelin
 (décembre 2017).
Si vous disposez d'ouvrages ou d'articles de référence ou si vous connaissez des sites web de qualité traitant du thème abordé ici, merci de compléter l'article en donnant les références utiles à sa vérifiabilité et en les liant à la section « Notes et références ».
Pour les articles homonymes, voir Zeppelin (homonymie).
Dread Zeppelin est un groupe de rock américain formé en 1989 à Sierra Madre (Californie) et spécialisé dans les reprises de classiques rock dans un style reggae.

## Style
Comme son nom le suggère la spécialité du groupe à ses débuts était de reprendre des morceaux de Led Zeppelin dans un style reggae. Depuis leur palette de reprises s'est élargie à d'autres classiques rock (The Doors, Deep Purple, Creedence Clearwater Revival, Pink Floyd, The Who…) et des compositions originales du groupe ont fait leur apparition. 
À leur style musical déjà unique vient s'ajouter la présence du chanteur « Tortelvis », un improbable sosie d'Elvis Presley dans sa version tardive, s'habillant et chantant comme le King du milieu des années 1970.

## Membres principaux
- Tortelvis (Greg Tortell) : voix
- Jah Paul Jo (Joe Ramsey) : "cosmic guitar"
- Butt-Boy (Gary Putman) : "porn bass", chant
- Ed Zeppelin (Bryant Fernandez) : percussions, chant
- Spice (Cris Boerin) : batterie, percussions
- Carl Jah (Carl Haasis) : guitare
- Cheese (Curt Lichter) : batterie
- Fresh Cheese (Paul Maselli) : percussions

## Discographie

### Albums studio
- Un-Led-Ed (1990) IRS Records
- 5,000,000 Tortelvis Fans Can't Be Wrong (1991) IRS Records
- It's Not Unusual (1992) IRS Records
- Hot & Spicy Beanburger (1993) Birdcage Records
- No Quarter Pounder (1995) Birdcage Records
- The Fun Sessions: Tortelvis sings the classics (1996) Imago
- Spam Bake (1997)
- De-jah Voodoo (1999) Anagram UK
- Bar Coda (2007) DMV Recordings

### Albums live
- Front Yard Bar*B*Que (1996)
- Live - Live At Larry's (2002)
- Live - Hots On For Fresno (2003)

### Singles
- Immigrant Song / Hey Hey What Can I Do (1989)
- Whole Lotta Love / Tour-telvis: A Bad Trip (1989)
- Your Time is Gonna Come / Woodstock (live) (1990)

### Autres
- Live in Minne-Jah-Polis (DVD, 2002)
- Chicken and Ribs (DVD, 2004)
- Jah-La-Palooza (DVD, 2004)